# Франтішек Шуберт
Франтішек Адольф Шуберт (27 березня 1849 — 8 вересня 1915) — чеський письменник, драматург, журналіст і театральний режисер. Він був першим директором Національного театру в Празі.